# Min syster och jag (operett)
Min syster och jag (tyska: Meine Schwester und ich) är en operett med musik av Ralph Benatzky och libretto av Robert Blum efter en samtida komedi av Georges Berr och Louis Verneuil. Verket hade premiär den 29 mars 1930 på Theater am Gendarmenmarkt i Berlin.

## Historia
Operetten kom till Sverige 1932 då den spelades på Konserthusteatern med Gösta Ekman d.ä. i rollen som den lustige skohandlaren Filosel. Denna intima operett har spelats flitigt i Sverige bl.a. på Scalateatern i Stockholm med Annalisa Ericson och Jan Malmsjö. För manliga komiker har skohandlaren Filosel varit en mycket tacksam roll, den har gestaltats av bl.a. Nils Poppe och Egon Larsson.
1950 blev Min syster och jag svensk långfilm med Sickan Carlsson och Gunnar Björnstrand i huvudrollerna; prinsessan hade här blivit godsägarinna och "tvillingsystern" arbetade på restaurang i stället för i skoaffär.

## Personer
Artisterna behöver inte bestå av operasångare; det går bra med sjungande skådespelare.
| Roller                                                 | Röststämma/skådespelartyp | Rolltolkning vid premiären 1930 |
| ------------------------------------------------------ | ------------------------- | ------------------------------- |
| Dolly Fleuriot, ursprungligen Prinsessan Saint Labiche | sopran                    | Liane Haid                      |
| Dr. Roger Fleuriot, bibliotekarie                      | tenor                     | Oskar Karlweis                  |
| Greve Lacy de Nagyfaludi                               | buffo tenor               |                                 |
| Filosel, ägare till en skoaffär                        | sjungande komisk aktör    | Felix Bressart                  |
| Irma, expedit                                          | subrett                   |                                 |
| Domaren                                                | tenor                     |                                 |
| Vaktmästaren                                           | baryton                   |                                 |
| Förste kommittémedlem                                  | talroll                   |                                 |
| Andre kommittémedlem                                   | talroll                   |                                 |
| Henrietta                                              | kontraalt                 |                                 |
| Charly, betjänt                                        | baryton                   |                                 |
| Kunder hos Filosel                                     | stumma roller             |                                 |

## Handling
Operetten handlar om en rik prinsessa som förälskar sig i slottets unge bibliotekarie Roger Fleuriot. Han är blyg och vågar inte visa sin kärlek till prinsessan. För att sudda ut klasskillnaderna hittar den listiga prinsessan på att hon har en tvillingsyster som arbetar i en skobutik i Paris. När Fleuriot reser till Paris åker prinsessan också dit och tar jobb som biträde i Filosels skobutik och uppträder som sin egen syster. Hon lockar Fleuriot till skobutiken och får honom att falla pladask för henne.